# Selaginella picta
Selaginella picta är en mosslummerväxtart som först beskrevs av William Griffiths, och fick sitt nu gällande namn av Addison Brown och Bak.. Selaginella picta ingår i släktet mosslumrar, och familjen mosslummerväxter. Inga underarter finns listade i Catalogue of Life.